# کانل (واشینگتن)
کانل (به انگلیسی: Connell) شهری در شهرستان فرانکلین ایالت واشنگتن است که در سرشماری سال ۲۰۱۰ میلادی، ۴۲۰۹ نفر جمعیت داشته است. 